# جيسيكا هيكت
جيسيكا هيكت (بالإنجليزية: Jessica Hecht)‏ مواليد 28 يونيو 1965 في نيو جيرسي، الولايات المتحدة، هي ممثلة أمريكية بدأت مسيرتها الفنية عام 1994.

## روابط خارجية
- جيسيكا هيكت على موقع IMDb (الإنجليزية)
- جيسيكا هيكت على موقع ألو سيني (الفرنسية)
- جيسيكا هيكت على موقع ميوزك برينز (الإنجليزية)
- جيسيكا هيكت على موقع أول موفي (الإنجليزية)
- جيسيكا هيكت على موقع قاعدة بيانات برودواي على الإنترنت (الإنجليزية)
- جيسيكا هيكت على موقع قاعدة بيانات الأفلام السويدية (السويدية)
- جيسيكا هيكت على موقع إن إن دي بي (الإنجليزية)
- جيسيكا هيكت على موقع قاعدة بيانات الفيلم (الإنجليزية)
- جيسيكا هيكت على موقع كينوبويسك (الروسية)